# Helaine Selin
Pour les articles homonymes, voir Selin.
Helaine Selin (née en 1946) est une bibliothécaire américaine, auteure et éditrice de plusieurs livres à succès.

## Carrière
Selin étudie à l'Université d'État de New York à Binghamton, où elle obtient son baccalauréat. Elle reçoit son MLS de l'Université d'État de New York à Albany. Elle est bénévole au sein du Corps de la Paix à partir de l'automne 1967, jusqu'à l'été 1969 en tant que professeure d'anglais au Malawi. Elle prend sa retraite en 2012 de son poste de bibliothécaire scientifique au Hampshire College.
Selin est bien connue pour être l'éditeur de l' Encyclopaedia of the History of Science, Technology, and Medicine in Non-Western Cultures (Encyclopédie de l'histoire des sciences, de la technologie et de la médecine dans des cultures non-occidentales) (1997), qui est l'un des premiers livres qui permet aux lecteurs de « comparer une variété de systèmes traditionnels de mathématiques et de cosmologies. ».
Mathematics Across Cultures: The History of Non-Western Mathematics (2000), est considéré par The Mathematical Intelligencer comme un compagnon de l' Encyclopédie de l'Histoire des Sciences, de la Technologie et de la Médecine dans des Cultures Non-Occidentales. La revue Mathematics and Computer Education (en) écrit que les Mathématiques à Travers les Cultures comble une lacune dans l'histoire des mathématiques et que c'est « un passionnant recueil de documents sur l'ethnomathématique. ». Le travail éditorial de Selin, Nature Across Cultures: Views of Nature and the Environment in Non-Western Cultures (2003), est considéré par Polylog comme étant « une source précieuse pour les philosophes interculturels. ». Selin édite l' Encyclopédie des sciences indiennes classiques (2007), pour laquelle elle annonce avoir travaillé pendant six ans.